# Edmund Hammond (1er baron Hammond)
Pour les articles homonymes, voir Hammond.
Edmund Hammond, 1er baron Hammond (25 juin 1802 - 29 avril 1890), est un diplomate et fonctionnaire britannique. Il est sous-secrétaire d'État permanent aux Affaires étrangères de 1854 à 1873.

## Biographie
Il est le troisième fils et le plus jeune enfant de George Hammond, diplomate et fonctionnaire, et de Margaret, fille d'Andrew Allen.
Hammond entre dans la fonction publique en 1823. Il est sous-secrétaire d'État permanent aux Affaires étrangères de 1854 à 1873, poste précédemment occupé par son père. Il est admis au Conseil privé en 1866 et élevé à la pairie en tant que baron Hammond, de Kirkella dans la ville et le comté de la ville de Kingston-upon-Hull, en 1874. Il est un contributeur régulier à la Chambre des lords entre 1875 et 1880.

## Famille

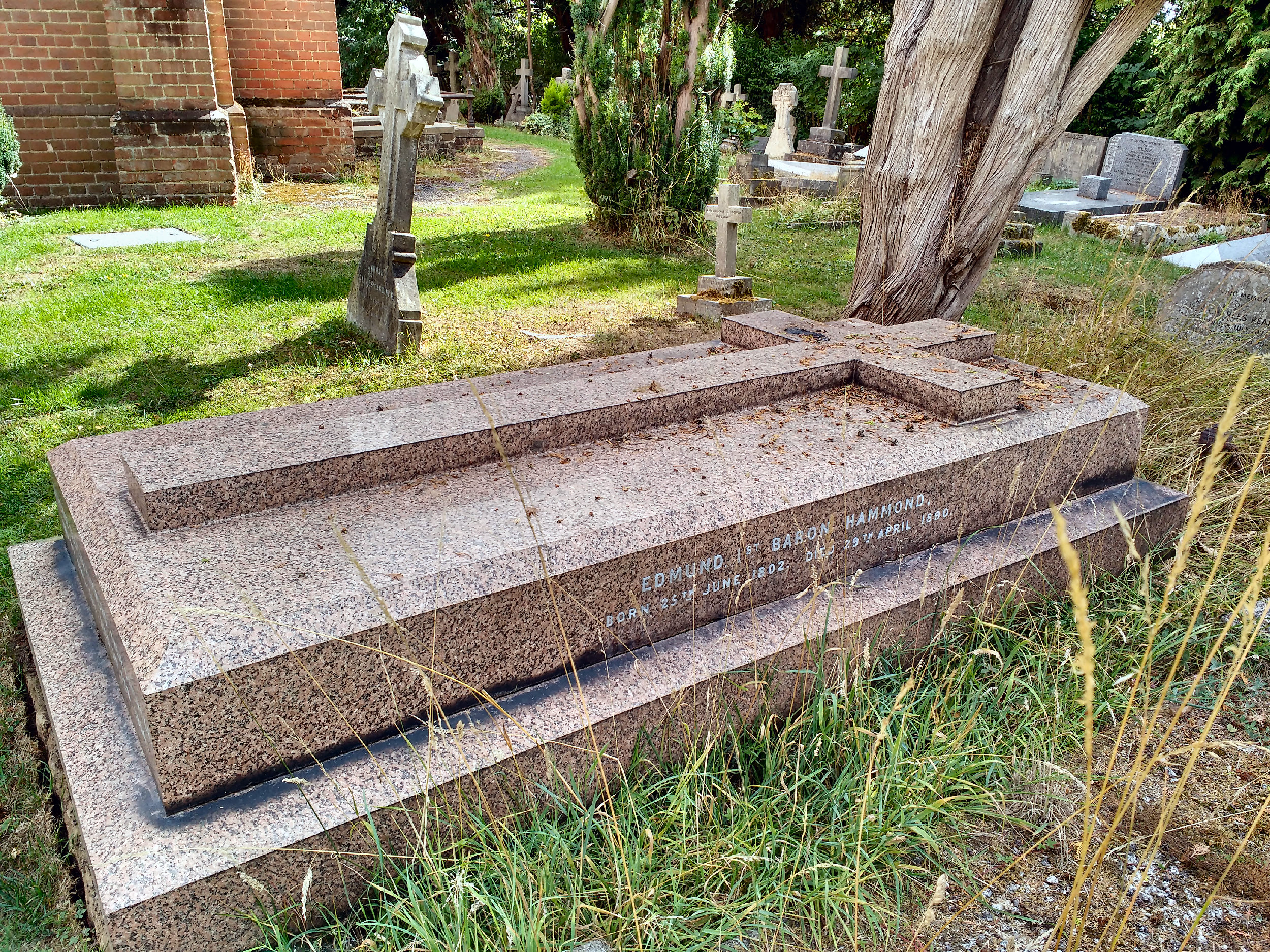
Église Saint-Jean-Baptiste, Old Malden.

Lord Hammond épouse Mary Frances, fille du major-général Robert Kerr, en 1846. Ils ont trois filles. Lady Hammond est décédée à Londres le 14 juin 1888, à l'âge de 72 ans. Lord Hammond lui a survécu de deux ans et est décédé en avril 1890, à l'âge de 87 ans. La baronnie s'est éteinte avec lui car il n'a pas de fils. Il y a un buste en marbre de Lord Hammond par Henry Weekes au Foreign Office de Londres,.
Lord Hammond et sa femme sont enterrés à l'église Saint-Jean-Baptiste, Old Malden.